# تماثيل عين غزال
تماثيل عين غزال هي مجموعة من التماثيل المصنوعة من الجص اكتشفت في موقع عين غزال في الأردن، والتي تعود إلى العصر الحجري الحديث قبل الفخاري.
يبلغ مجموع التماثيل المكتشفة خمسة عشر تمثالاً، وعثر عليها بين عاميّ 1983 و 1985 مدفونة في مخابئ تحت الأرض. يعود صنع أقدم تلك التماثيل إلى حوالي منتصف الألفية الثامنة قبل الميلاد؛ وتعد من أقدم النماذج التي صورت الشكل البشري، ولها أهمية تاريخية كبيرة.

## الوصف
تنقسم التماثيل المكتشفة إلى فئتين: تماثيل كاملة وتماثيل نصفية. بعض التماثيل النصفية ذات رأسين. بذل الفنانون جهدًا كبيرًا في تصميم الرؤوس بعيون مفتوحة على مصراعيها وقزحية محددة بالبتومين، تصور التماثيل الرجال والنساء والأطفال. يمكن التعرف على تماثيل النساء من خلال ميزات تشبه الثديين والبطون المتضخمة قليلاً، ولكن لم يتم التركيز على الخصائص الجنسية للذكور أو الإناث، ولا يحتوي أي من التماثيل على أعضاء تناسلية، الجزء الوحيد من التماثيل المصمم بأكبر قدر من التفاصيل هو الوجه.
صنعت التماثيل من خلال تشكيل الجص الرطب المصنوع من الحجر الجيري حول قلب القصب، باستخدام النباتات التي تنمو على ضفاف نهر الزرقاء. تآكل القصب على مدى آلاف السنين، تاركًا قذائف الجبس ذات تصميمات داخلية مجوفة. يتم تشكيل الجص الجيري عن طريق تسخين الحجر الجيري إلى درجات حرارة تتراوح بين 600 و900 درجة مئوية (1100 و1700 درجة فهرنهايت)؛ يتم بعد ذلك خلط الجير المطفأ مع الماء لصنع عجينة والتي يتم تشكيلها بعد ذلك. يصبح الجص مادة مقاومة للماء عندما يجف ويتصلب. صنعت الرؤوس والجذع والأرجل من حزم منفصلة من القصب والتي تم تجميعها بعد ذلك وتغطيتها بالجص. تم تحديد القزحية بالبتومين ومن المحتمل أن تكون الرؤوس مغطاة بنوع من الشعر المستعار.
التماثيل المكتشفة أطول من التماثيل الصغيرة، لكنها ليست بحجم الإنسان، أطول التماثيل المكتشفة يبلغ ارتفاعها ما يقرب من 1 متر (3 قدم). وهي مسطحة بشكل غير متناسق، ويبلغ سمكها حوالي 10 سم (4 بوصات). ومع ذلك، فقد تم تصميمها لتتمكن من الوقوف، ومن المحتمل أن تكون مثبتة على الأرض في مناطق مغلقة وكان المقصود رؤيتها من الجهة الأمامية فقط. إن الطريقة التي صنعت بها التماثيل لم تكن لتسمح لها بالصمود لفترة طويلة، وبما أنها دُفنت في حالة بدائية فمن الممكن أنها لم تكن مخصصة للعرض لفترة طويلة من الزمن، بل تم إنتاجها بغرض الدفن المتعمد.

## الاكتشاف والحفظ
اكتشف موقع عين غزال عام 1974 من قبل عمال البناء الذين كانوا يعملون على بناء طريق سريع يربط عمان بمدينة الزرقاء. بدأت أعمال التنقيب في عام 1982. كان الموقع مأهولًا بالبشر من 7250-5000 قبل الميلاد، وامتدت المستوطنة في أوجها وخلال النصف الأول من الألفية السابعة قبل الميلاد على مساحة 10-15 هكتارًا (25-37 فدانًا) وكان يسكنها حوالي 3000 شخص.
اكتشفت التماثيل في عام 1983 أثناء فحص مقطع عرضي من الأرض في مسار حفرته جرافة، عثر علماء الآثار على حافة حفرة كبيرة بعمق 2.5 متر (8 قدم) تحت السطح تحتوي على تماثيل من الجبس. نفذت أعمال التنقيب الأولية بإشراف عالم الآثار الأمريكي غاري رولفسون في عامي 1984-1985، وفي وقت لاحق، جرت جولة ثانية من الحفريات بقيادة العالمين (رولفسون) و(زيدان كفافي) بين عامي 1993 و1996.

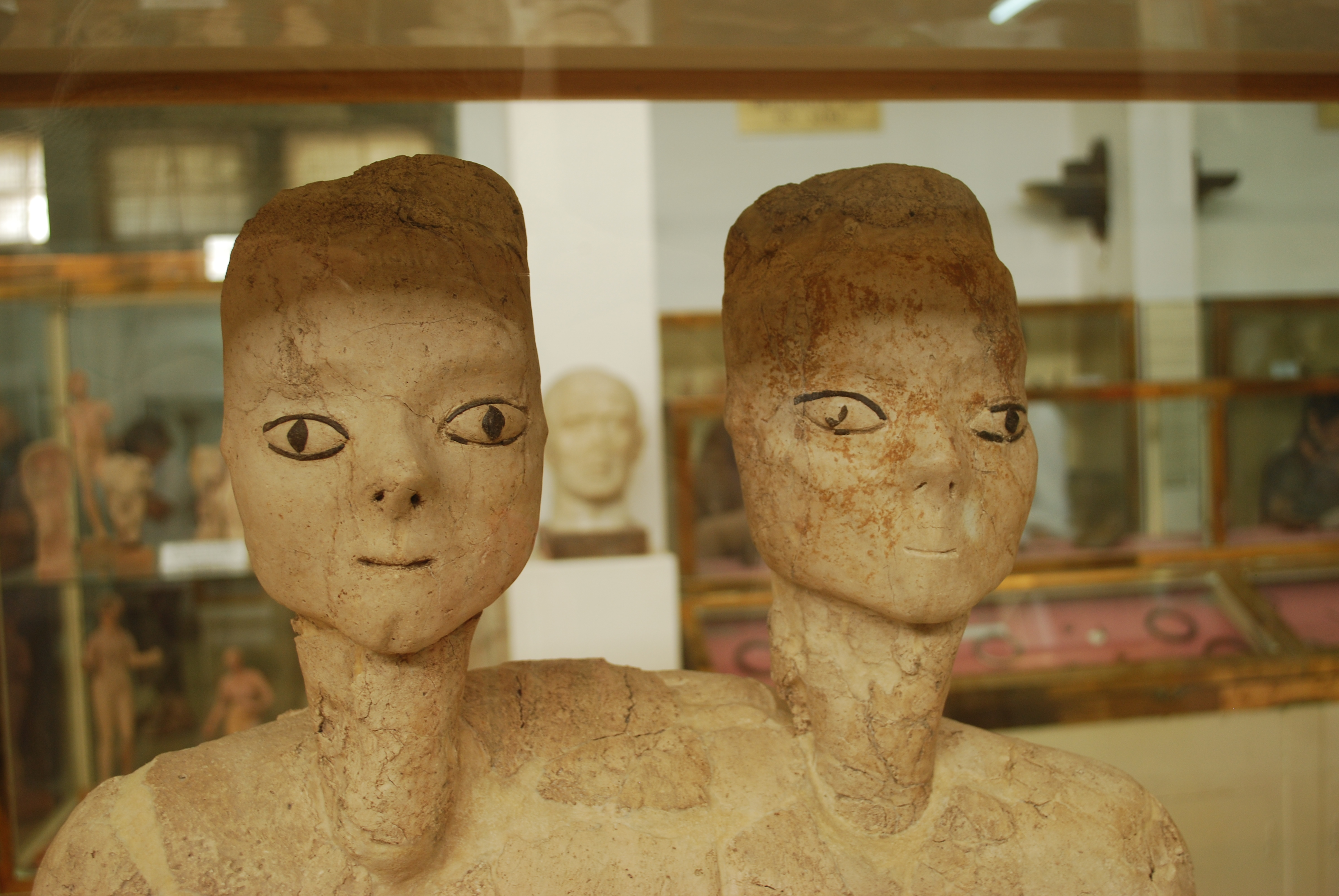
لقطة مقربة لأحد التماثيل ذات الرأسين

عثر على إجمالي 15 تمثالًا و15 تمثالًا نصفيًا في مخبأين بفارق زمني يقارب 200 عام بينهما. ولأن هذه التماثيل وضعت بعناية في حفر محفورة في أرضيات المنازل المهجورة، فقد تم الحفاظ عليها جيدًا بشكل ملحوظ. في حين أن بقايا تماثيل مماثلة اكتشفت في أريحا وكهف نحال هيمار في فلسطين لم تنجو إلا في ظروف مجزأة.
جرت عملية التنقيب في الحفرة التي تم العثور فيها على التماثيل بعناية شديدة، ووضعت محتوياتها في صندوق خشبي مملوء برغوة البولي يوريثان لحمايتها أثناء النقل. صنعت التماثيل من الجبس، وهي مادة تصبح هشة خاصة بعد دفنها لفترة طويلة. ارسلت المجموعة الأولى من التماثيل المكتشفة في الموقع إلى المعهد الأثري الملكي في بريطانيا، في حين إرسلت المجموعة الثانية التي عثر عليها بعد سنوات قليلة إلى معهد سميثسونيان في نيويورك لأعمال الترميم. أعيدت التماثيل لاحقا إلى الأردن بعد ترميمها وهي معروضة اليوم في متحف الأردن.
جزء من التماثيل المكتشفة معار حاليًا للمتحف البريطاني. بالإضافة إلى ذلك، أعير تمثال آخر إلى متحف اللوفر في باريس، في حين أعير تمثال من ذوي الرأسين إلى متحف اللوفر أبوظبي.

## معرض الصور

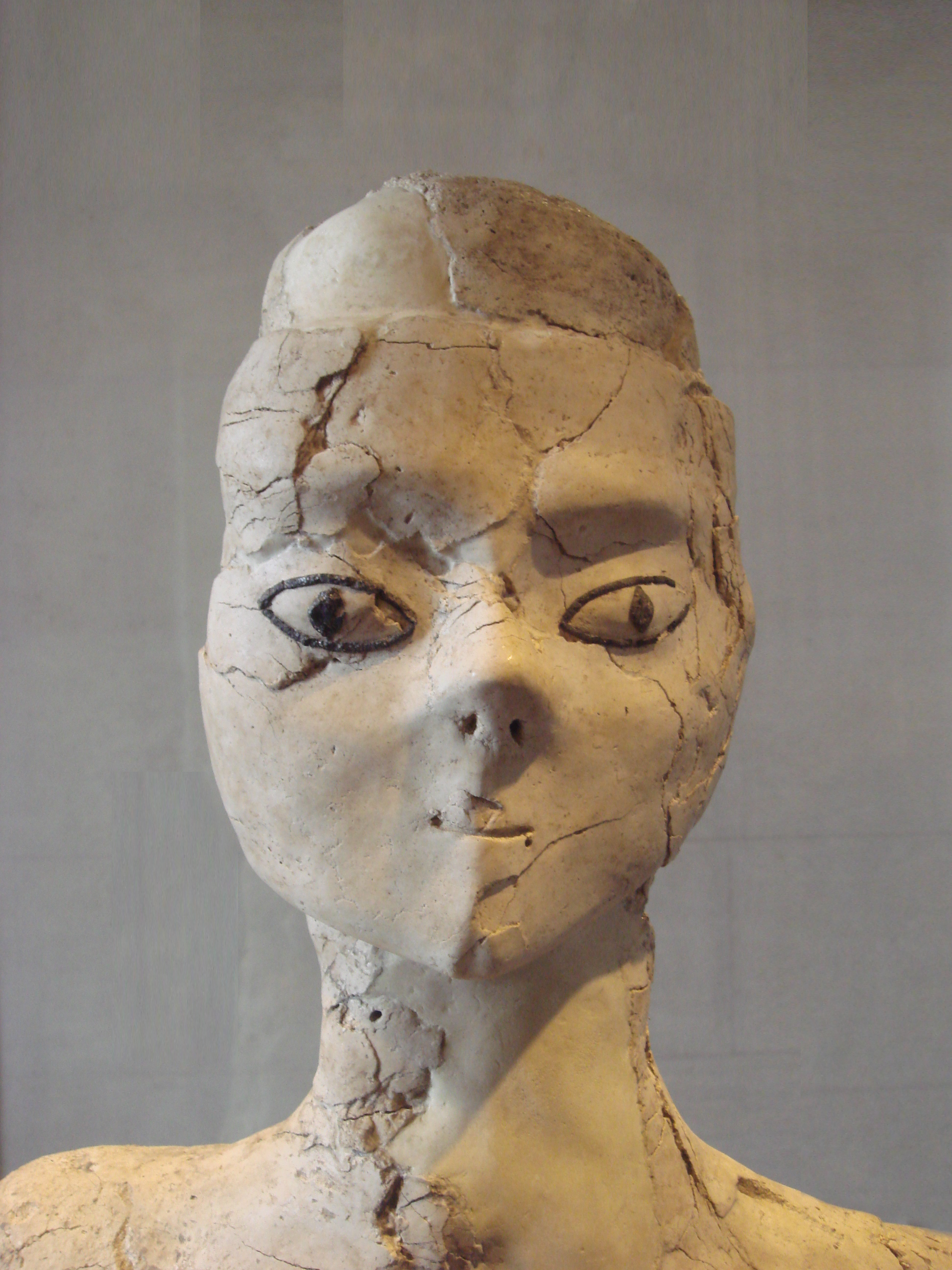
تمثال اللوفر عين غزال، أمامي
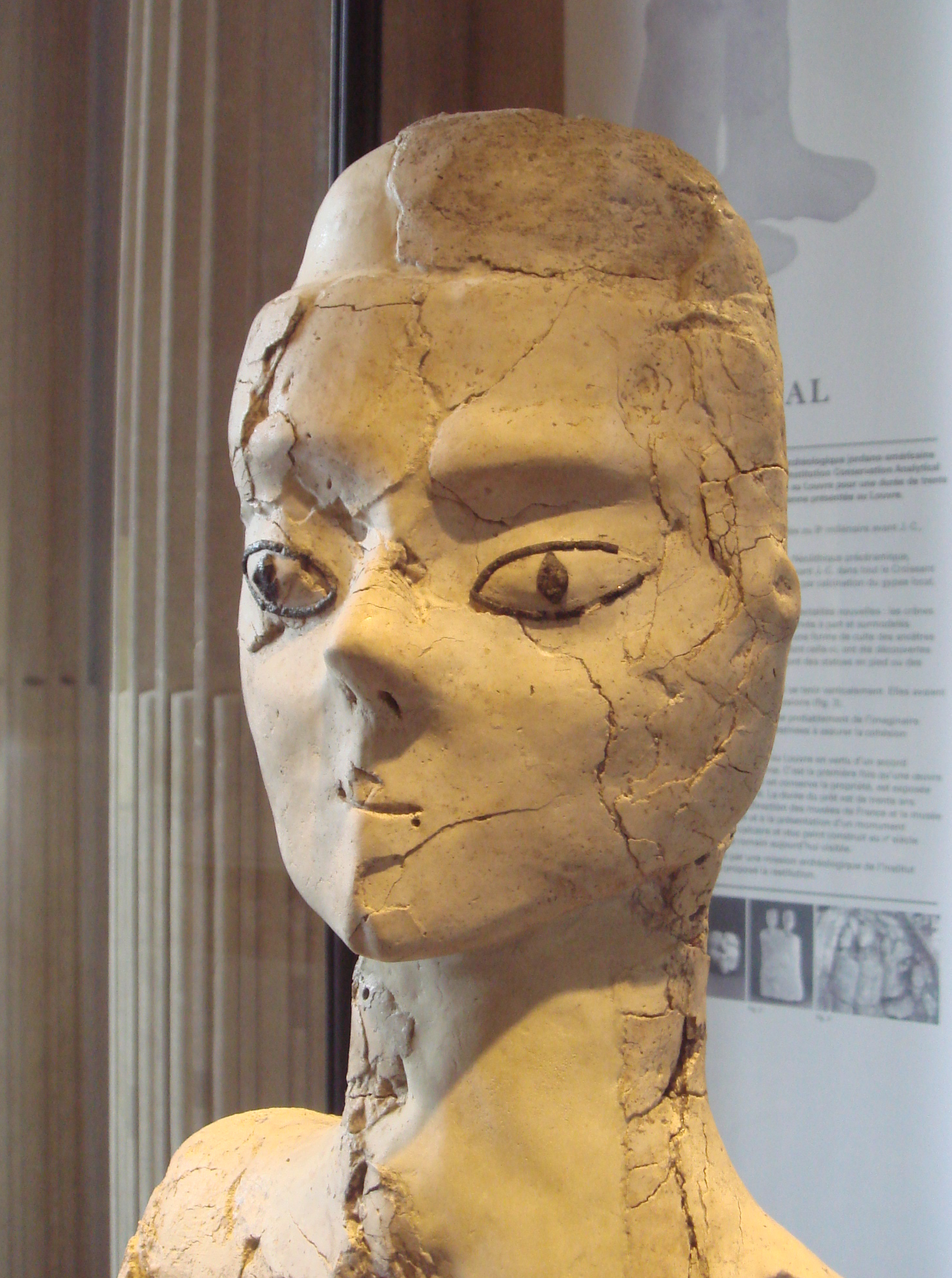
تمثال اللوفر عين غزال من الجانب الأيسر
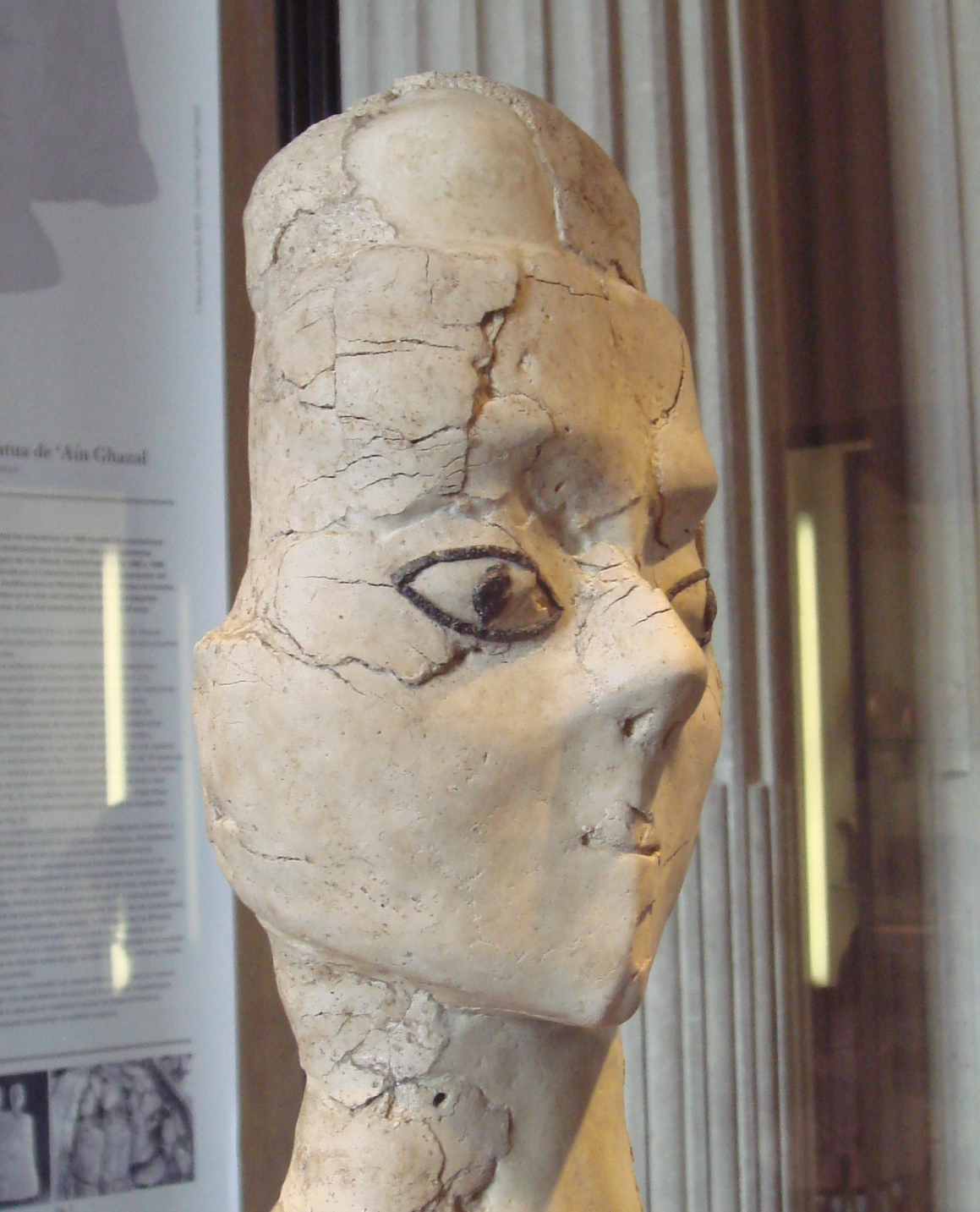
تمثال اللوفر عين غزال من الجانب الأيمن
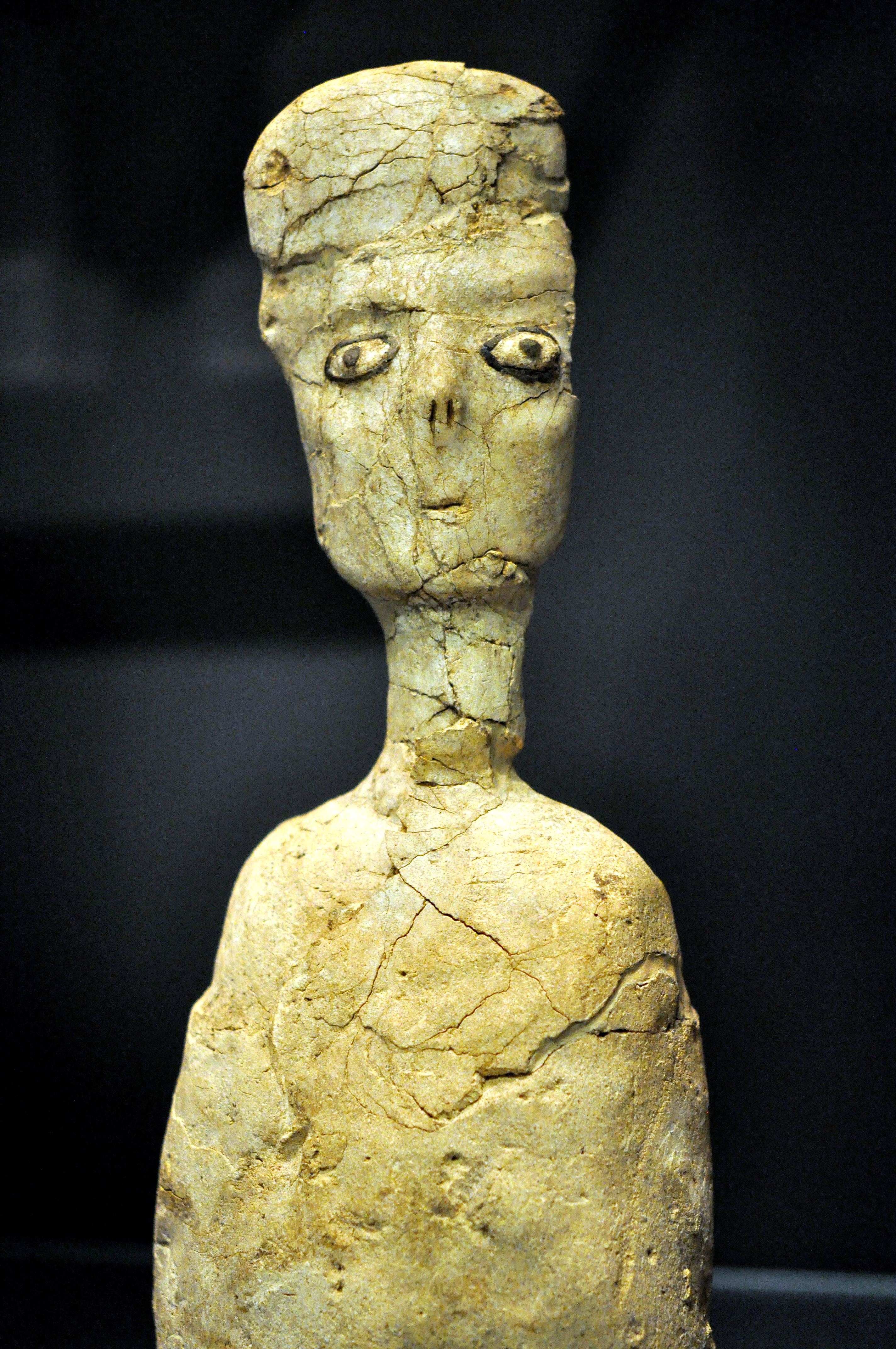
ميخا، تمثال عين غزال، المتحف البريطاني
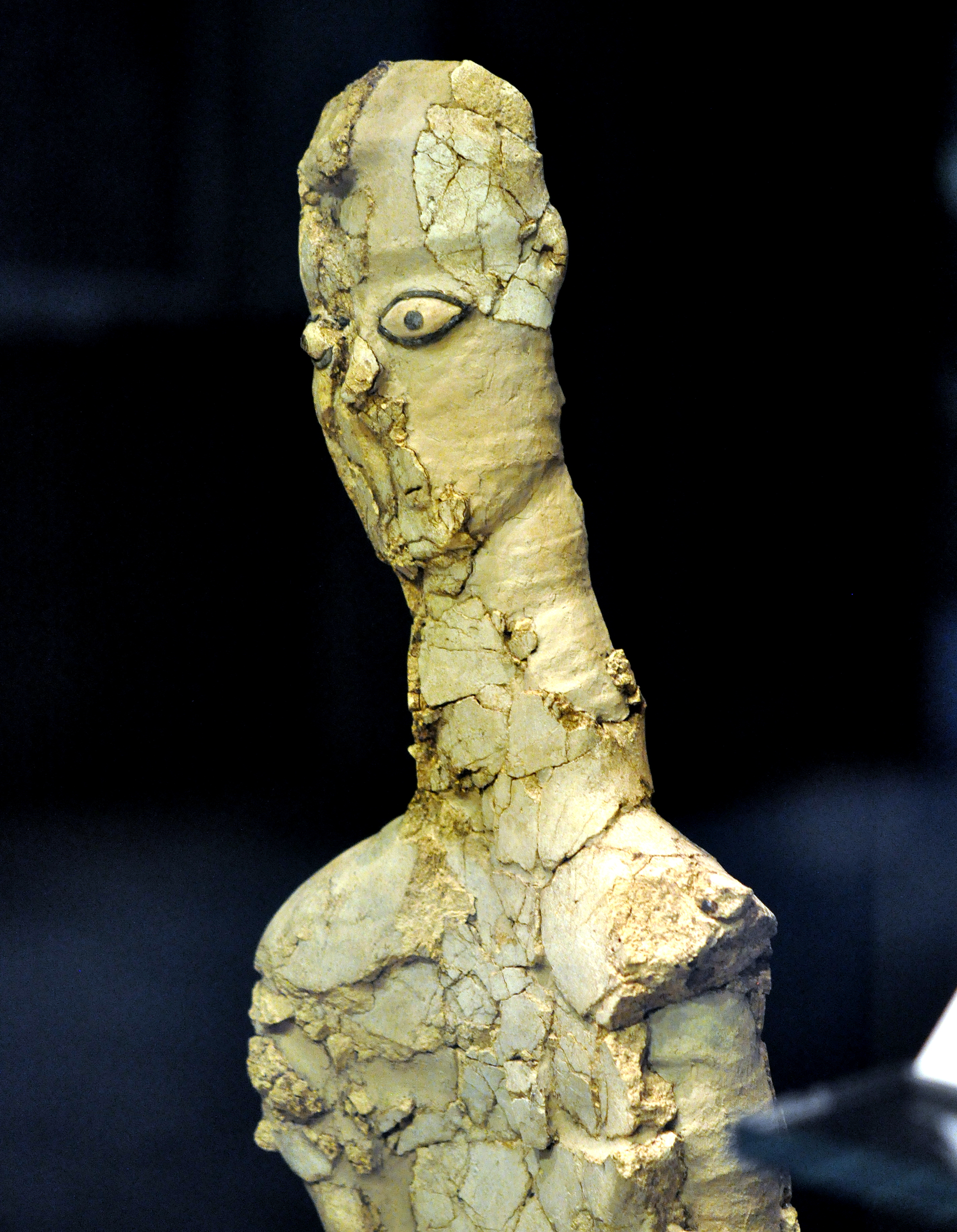
نوح، تمثال عين غزال، المتحف البريطاني
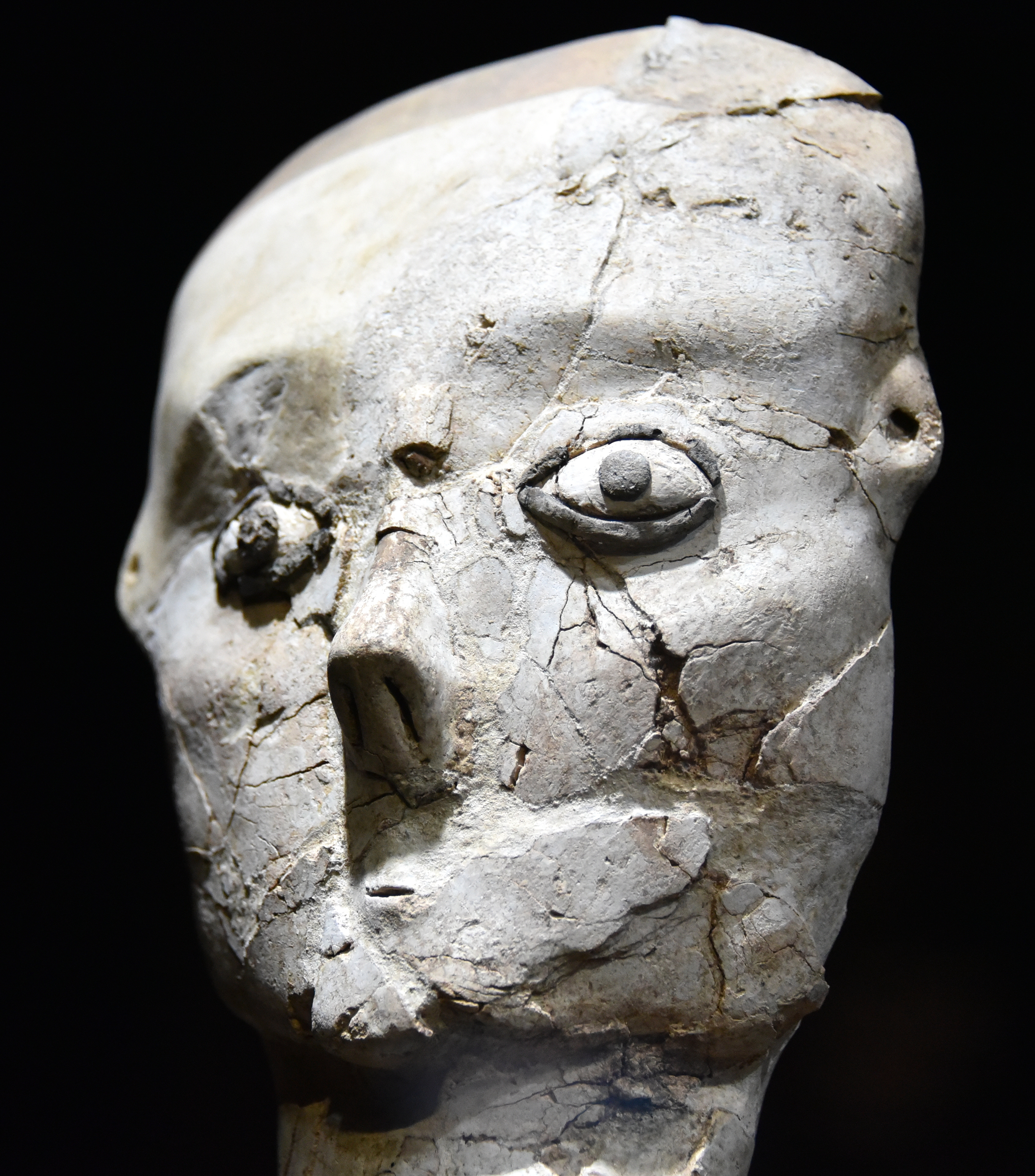
رأس، تمثال إنسان من عين غزال، عمان، المتحف الأردني
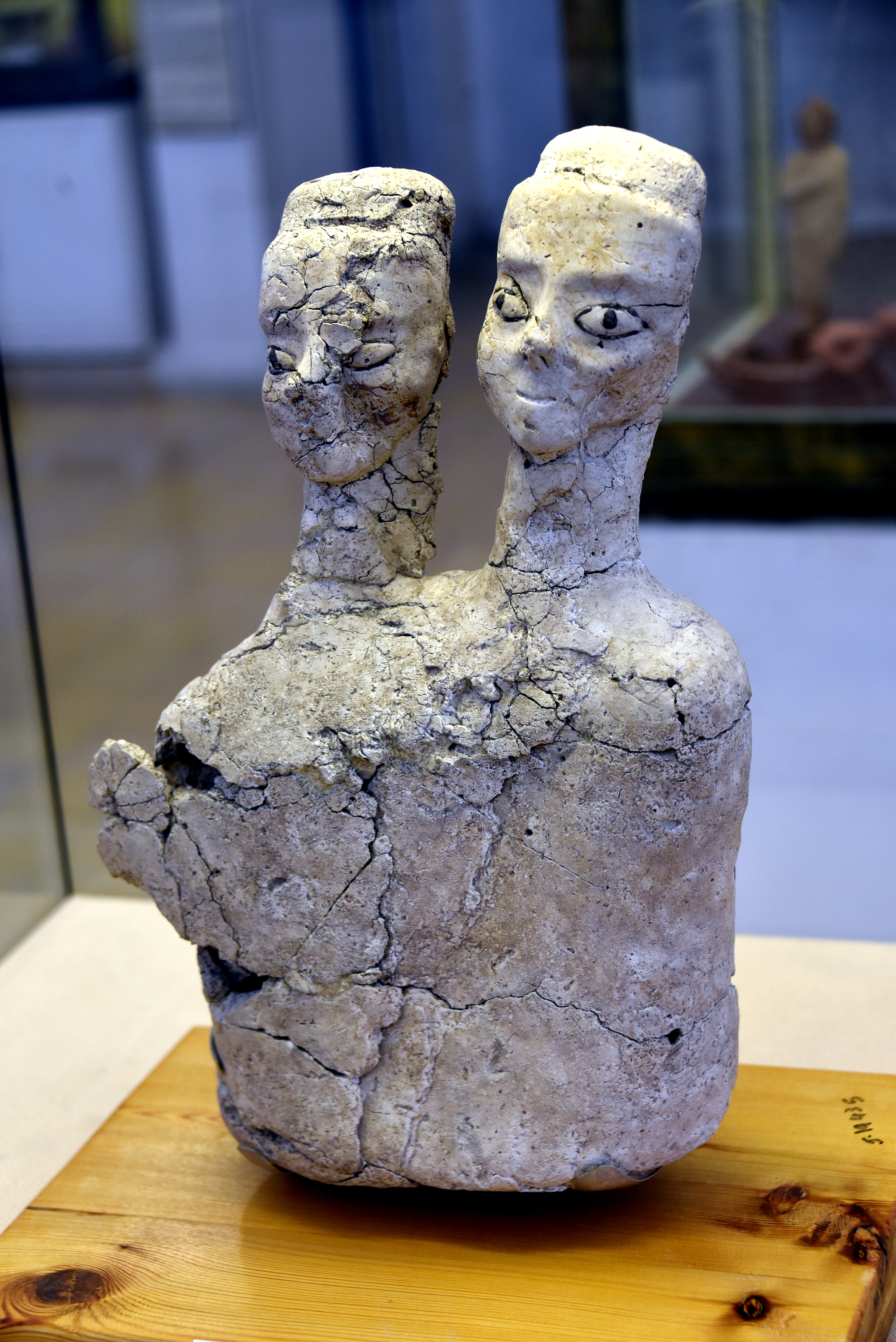
تمثال ذو رأسين من عين غزال، عمان، متحف الآثار الأردني
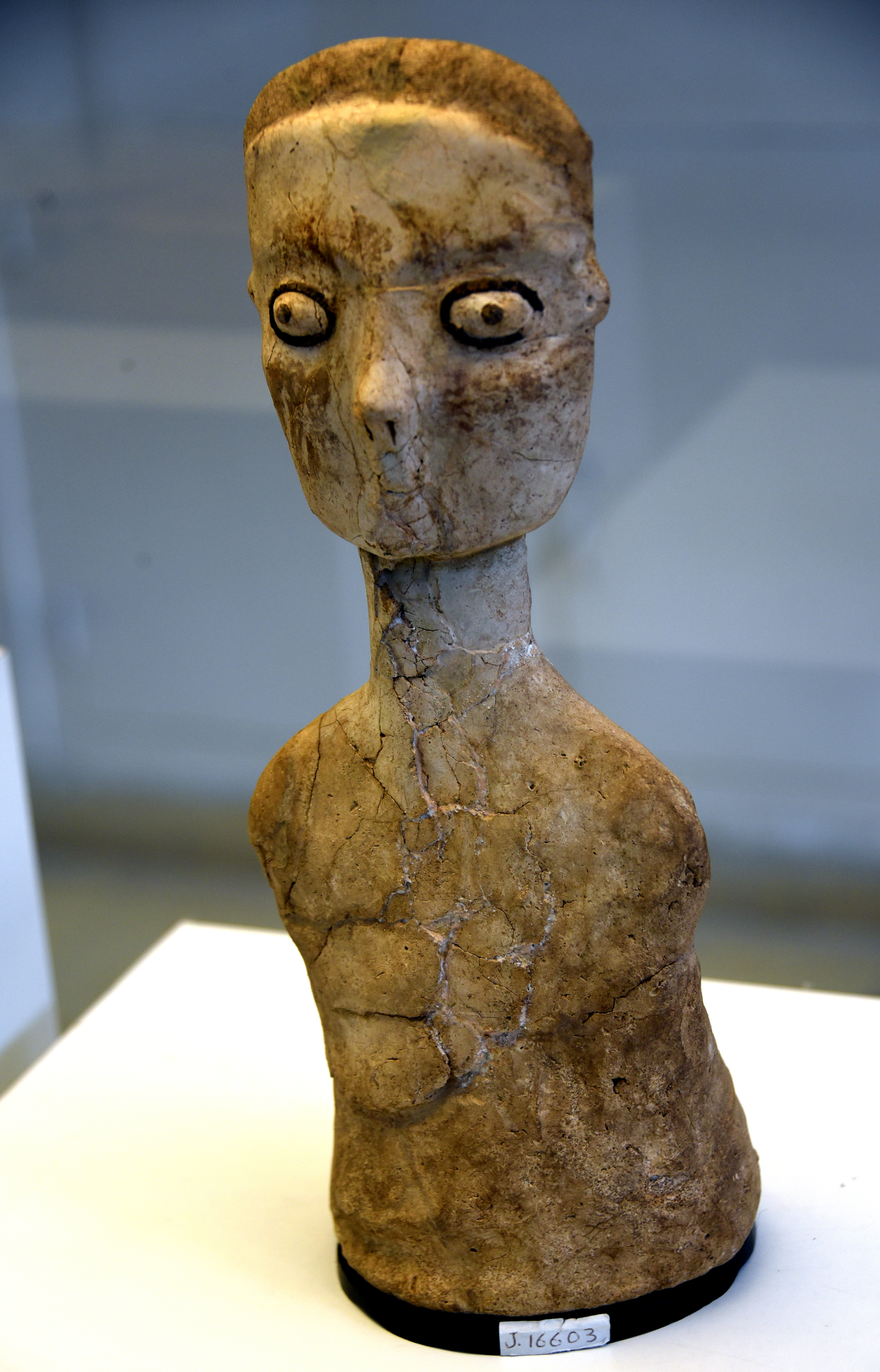
تمثال بشري، من مدينة عين غزال، عمان، متحف الآثار الأردني
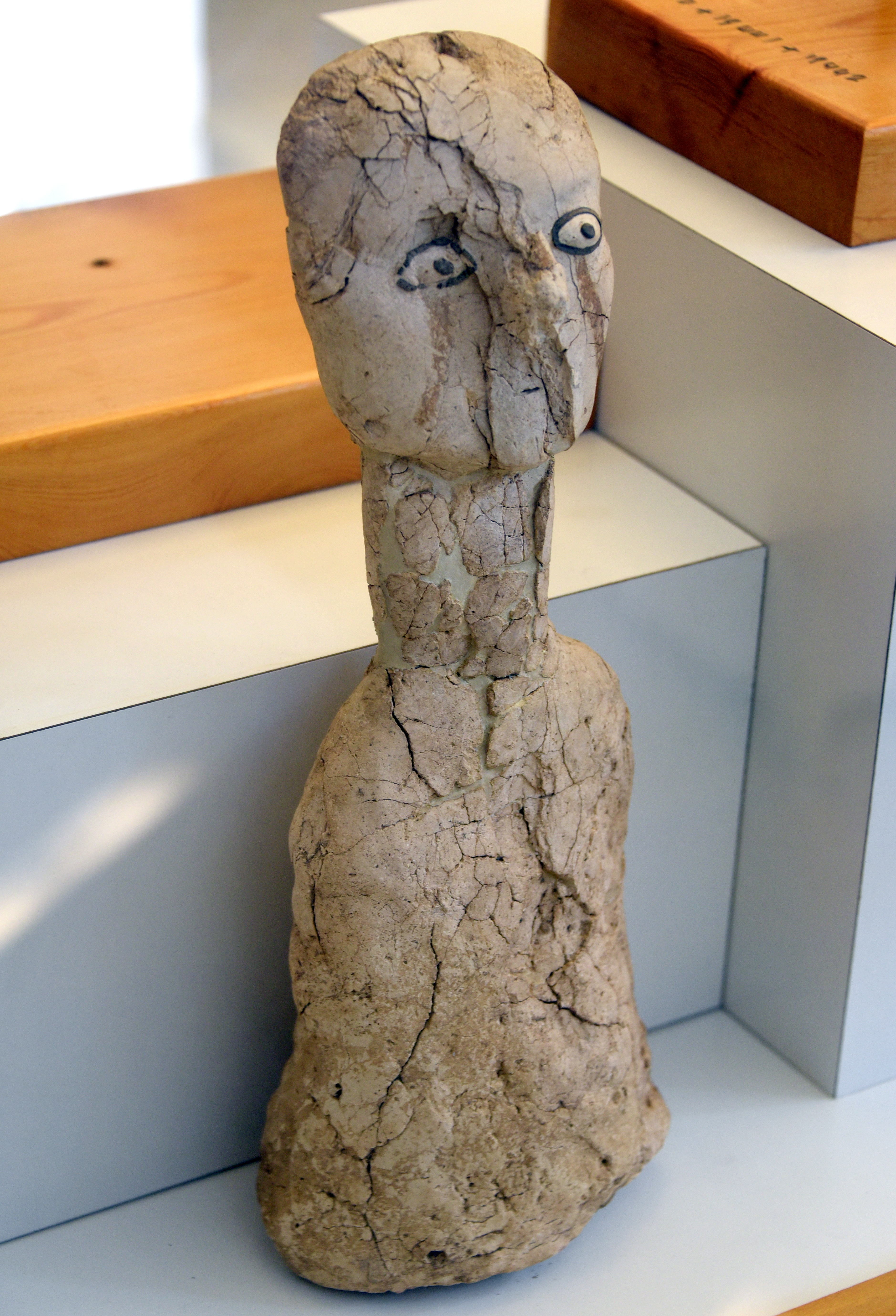
تمثال بشري، من عين غزال، عمان، متحف الآثار الأردني
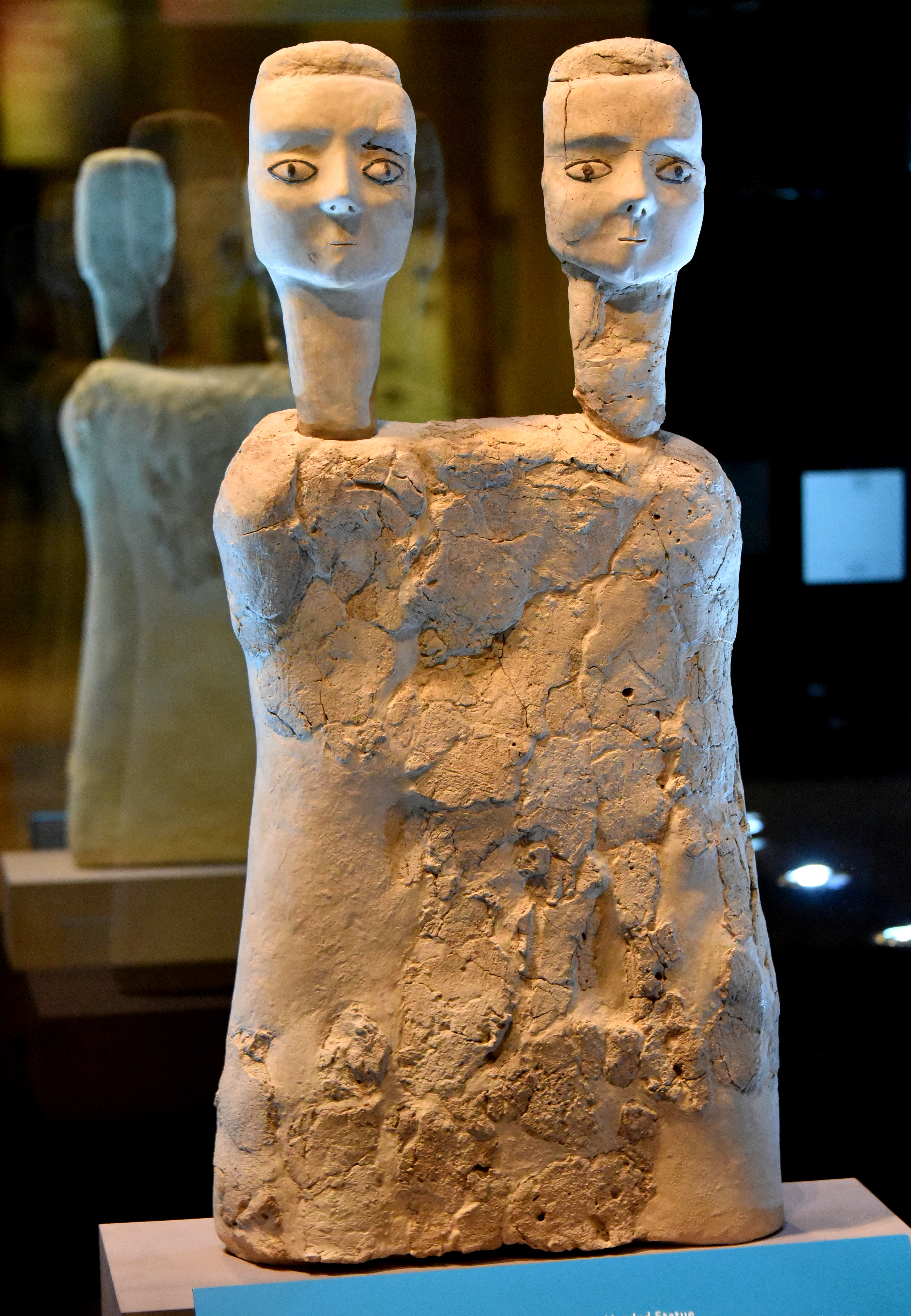
تمثال ذو رأسين من عين غزال، المتحف الأردني، عمان
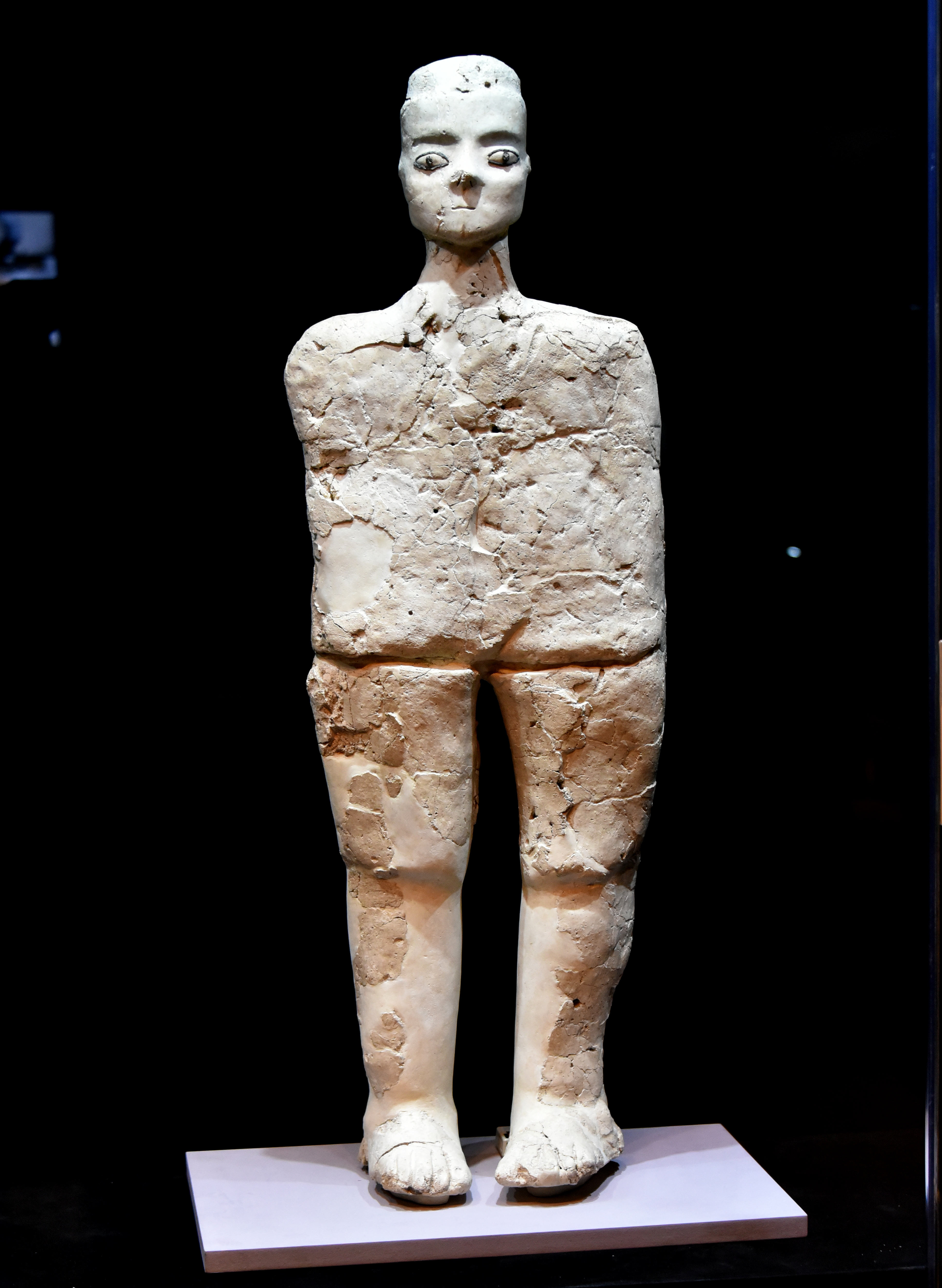
تمثال إنسان من عين غزال، عمان، المتحف الأردني
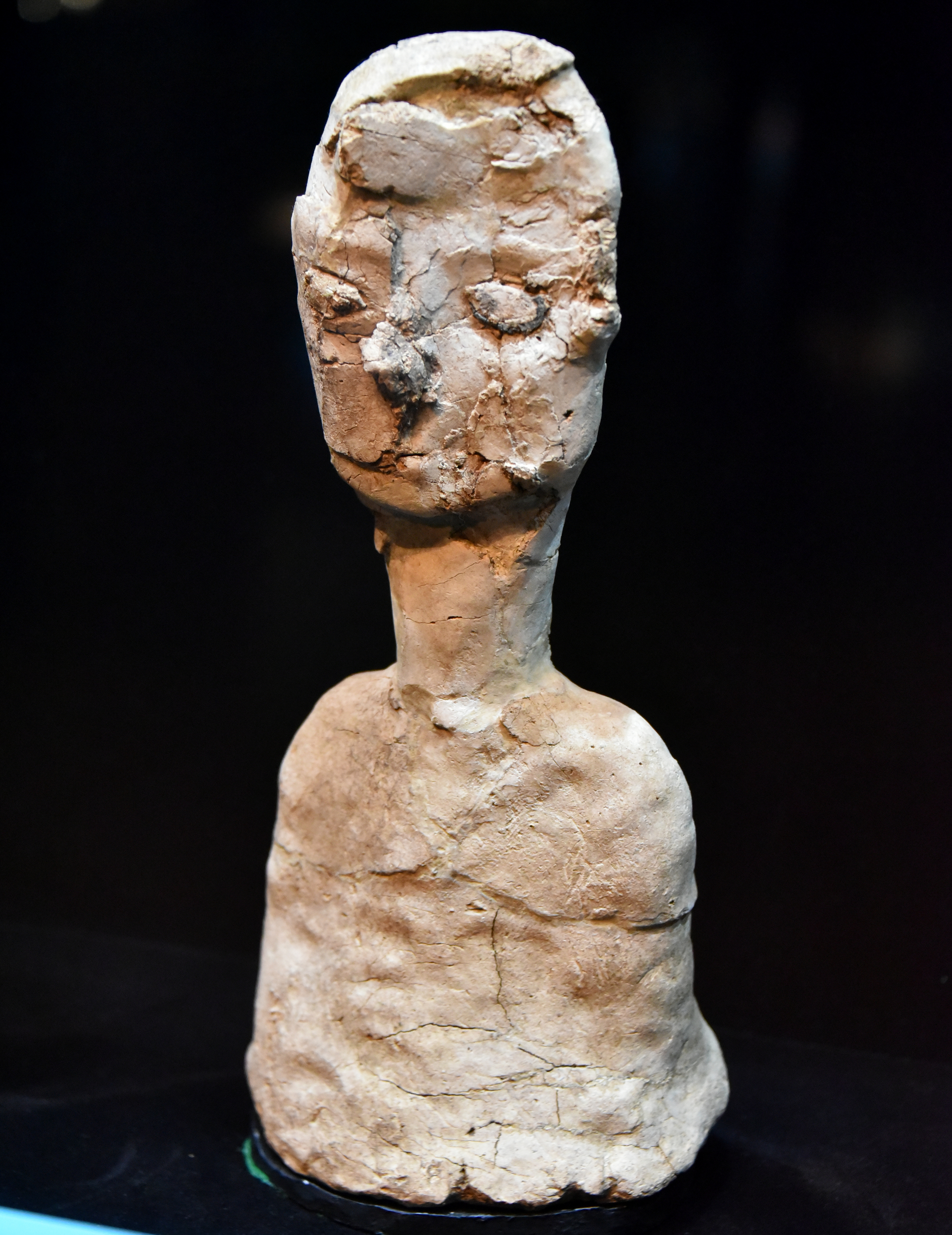
تمثال إنسان من عين غزال، المتحف الأردني، عمان